# مقطورة منخفضة

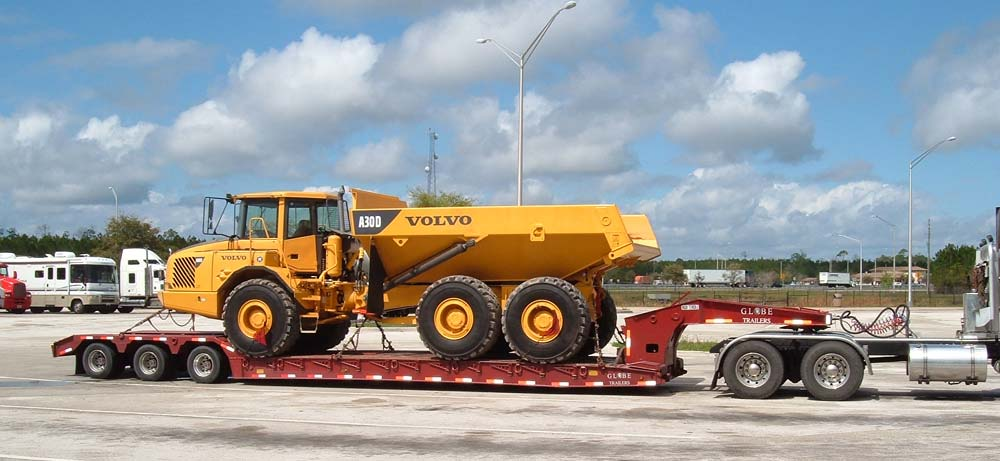
مقطورة منخفضة

المقطورة المنخفضة هي نصف مقطورة ذات انخفاضين في ارتفاع السطح: واحد مباشرة بعد العنق وواحد مباشرة قبل العجلات. يتيح هذا أن يكون السطح منخفضًا للغاية مقارنة بالمقطورات الأخرى. تُستخدم الشاحنات المنخفضة لنقل المعدات الثقيلة مثل الجرافات والمعدات الصناعية الكبيرة.